# Taloustutkimus
Taloustutkimus Oy, grundat 1971, är ett finskt bolag som erbjuder tjänster inom marknadsundersökning. Företaget bedriver verksamhet i Finland, de baltiska länderna och Ryssland.
I Finland verkar Taloustutkimus i Helsingfors, Åbo, Tammerfors och Uleåborg. Enligt statistik från Finlands marknadsundersökningsförening är Taloustutkimus landets näst största marknadsundersökningsföretag och det största finskägda företaget inom området. 
I Finland har Taloustutkimus cirka 70 anställda på permanent basis och  cirka 300 deltidsintervjuare på olika platser. Sedan den 1 juni 2010 är Taloustutkimus  medlem i Worldwide Independent Network of Market Research (WIN).
Taloustutkimus tjänster kan i stora drag delas in i tre kategorier: skräddarsydd forskning, forskningskoncept och färdig forskning. Teman för forskningen inkluderar kundrelationer, media och reklam, företags- eller produktimage, bedömningar av partistöd, social forskning samt värde- och attitydforskning.
Juha Aalto var verkställande direktör för Taloustutkimus från 1997 till 2016, varefter han efterträddes av Jari Pajunen.  Företaget ägs av grundaren Eero Lehti, som även varit politiskt verksam som samlingspartistisk riksdagsledamot.